# 布赖恩·梅茨格
布赖恩·D·梅茨格（英語：Brian D. Metzger，1980年或1981年—），生于艾奥瓦州伯灵顿，美国天体物理学家。

## 生平
2003年获艾奥瓦大学获得物理学学士学位。2009年获加州大学伯克利分校物理学博士学位。他作为NASA爱因斯坦学者和莱曼·斯皮策学者在普林斯顿大学从事博士后研究。2013年成为哥伦比亚大学助理教授，2017年升为副教授。2014年至2016年间，获斯隆研究奖资助。 
2019年，他因预测双中子星并合产生的电磁信号而获得物理学新视野奖和美國天文學會布鲁诺·罗西奖。

## 代表作
- Metzger, Brian D. . Living Reviews in Relativity. 2017-12, 20 (1): 3. ISSN 2367-3613. PMC 5434174 . PMID 28579916. doi:10.1007/s41114-017-0006-z （英语）.
- Fernández, Rodrigo; Metzger, Brian D. . Annual Review of Nuclear and Particle Science. 2016-10-19, 66 (1): 23–45  [2019-12-19]. ISSN 0163-8998. doi:10.1146/annurev-nucl-102115-044819. （原始内容存档于2019-12-19） （英语）.